# Sarah Knox Taylor
Pour les articles homonymes, voir Taylor.
Sarah Knox Taylor, née le 6 mars 1814 à Vincennes (Indiana) ! et morte le 15 septembre 1835 à St. Francisville (Louisiane), est la première femme de Jefferson Davis, président des États confédérés d'Amérique. 

## Biographie
Elle est la fille de Zachary Taylor, président des États-Unis d'Amérique entre 1849 et 1850.
Vivant à Prairie du Chien (Wisconsin) où son père commande Fort Crawford et combat le chef indien Black Hawk, Sarah rencontre et tombe amoureuse du second de son père, Jefferson Davis, futur président des États confédérés d'Amérique. Davis est alors un jeune lieutenant sorti de l'Académie militaire de West Point.
Taylor admire Davis pour ses talents guerriers, mais s'oppose à son idylle. Sa femme et lui, dont leur fille aînée a épousé un chirurgien militaire, Robert C. Wood, et élève trois jeunes enfants dans un poste militaire avancé sur la frontier, sentent que la vie de l'armée de la frontier sera trop dure pour Sarah.
Se pliant aux vues de Taylor, Davis démissionne de l'armée et épouse Sarah Taylor le 17 juin 1835 dans la maison de sa tante près de Louisville (Kentucky). Les deux jeunes mariés contractent la malaria alors qu'ils rendent visite à la sœur de Davis, Anna Smith, à Locust Grove près de St. Francisville  en Louisiane. Le 15 septembre, moins de trois mois après leur mariage, Sarah Taylor Davis meurt. Elle repose à Locust Grove, qui est aujourd'hui un site historique de l'état.
Davis est bouleversé par la mort de sa jeune épouse, comme le sont ses parents. Sa mort cause une grande inimitié entre eux qui sera apaisée par une rencontre entre Davis et Taylor, en 1845, sur un vapeur du Mississippi.
Se rétablissant de sa propre maladie et cherchant à oublier la perte de sa femme, Davis s'embarque pour la Havane à Cuba puis pour New York. En 1836, il se retire à Brierfield Plantation dans le Comté de Warren (Mississippi).
Davis se remarie en 1845, et se distingue lors de la Guerre américano-mexicaine en particulier à la Bataille de Buena Vista, le Colonel Davis y est à nouveau sous les ordres de son ex-beau-père, Zachary Taylor. Il devient plus tard Sénateur du Mississippi, Ministre de la guerre et enfin Président des États confédérés d'Amérique en 1861.

## Sources
- The North Carolina booklet : Oct. 1920, Jan.-Apr. 1921, vol. XX, nos. 2,3,4. ; Raleigh : Daughters of the Revolution, North Carolina Society, 1921. (OCLC 36894682)